# Raufoss IL
El Raufoss IL es un equipo de fútbol de Noruega que milita en la Adeccoligaen, la segunda división de fútbol en el país.

## Historia
Fue fundado el 10 de febrero de 1918 en la ciudad de Raufoss como un club multideportivo y en 1937 ascendieron a la Tippeligaen, liga en la que ha estado en varias temporadas, la última de ellas ha sido en 2007 luego de haber descendido por problemas financieros que provocaron que la Asociación de Fútbol de Noruega les quitara la licencia para jugar a nivel profesional.
El club también cuenta con una sección de atletismo.

## Palmarés
- Fair Play ligaen Grupo 2: 1

2015
- Fair Play ligaen Grupo 1: 1

2018